# Національний музей образотворчих мистецтв В'єтнаму
Національний музей образотворчих мистецтв В'єтнаму (в'єт. Bảo tàng Mỹ thuật Việt Nam) — художній музей у місті Ханой, столиці В'єтнаму. У музеї представлені зразки образотворчого мистецтва В'єтнаму різних історичних епох. Національний музей є головним і найбільшим художнім музеєм країни, другим за значенням є музей образотворчих мистецтв у Хошиміні.
1963 року в'єтнамський художник Нгуен До Кунг, якому було доручено знайти ділянку для Музею образотворчих мистецтв В'єтнаму, запропонував використати для музею занедбаний будинок колишньої католицької школи для дівчаток, який було збудовано 1937 року.
26 червня 1966 року музей було офіційно відкрито, на той час він мав земельну ділянку площею 4200 м² та експозицію площею 1200 м². У 1997—1999 роках музей був розширений, після цього його загальна площа становить 4737 м², а площа експозиції — 3000 м².

## Колекції музею
- Давнє мистецтво
- Сучасне мистецтво
- Образотворче мистецтво
- Народне мистецтво
- Колекція кераміки

## Галерея

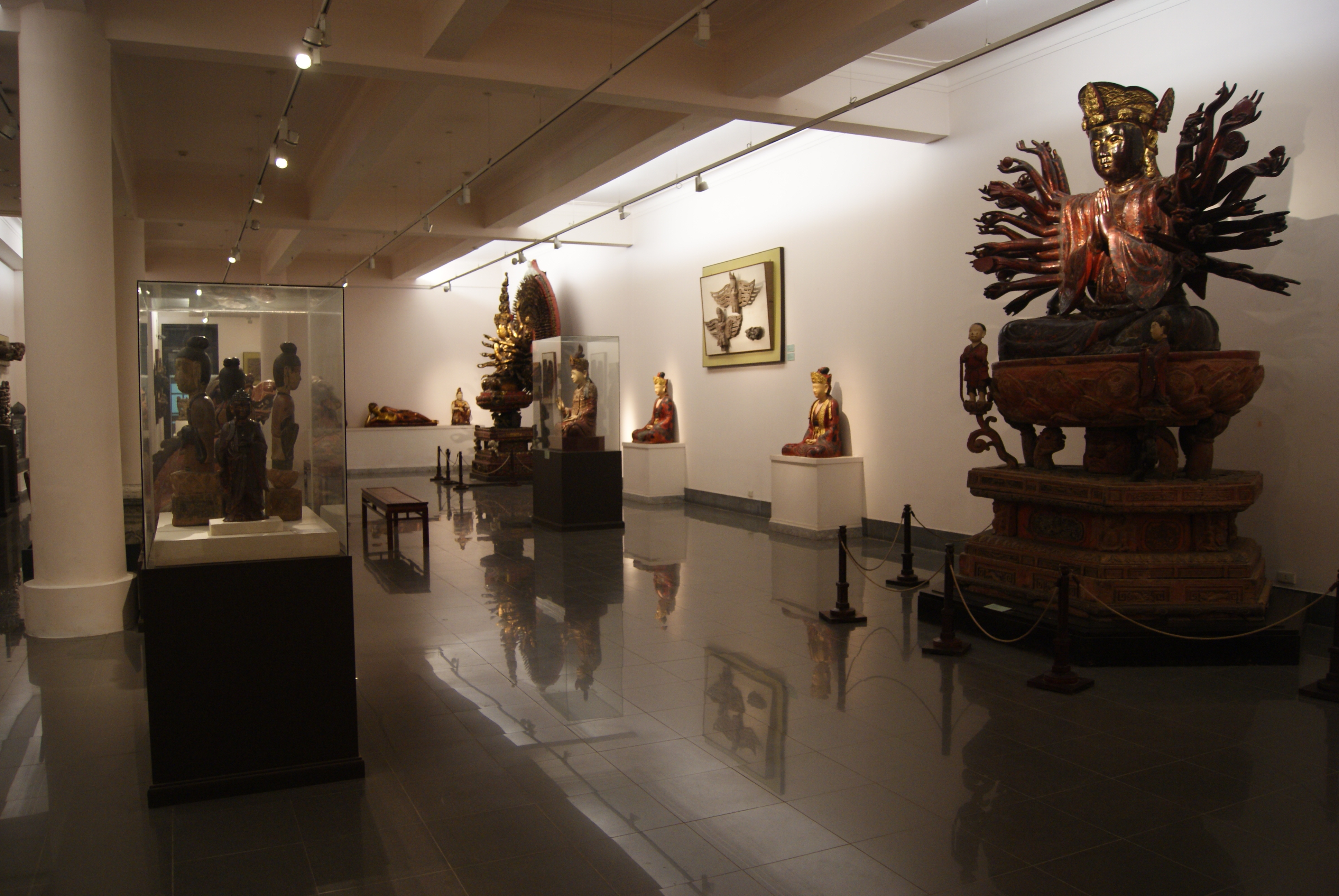
Інтер'єр музею
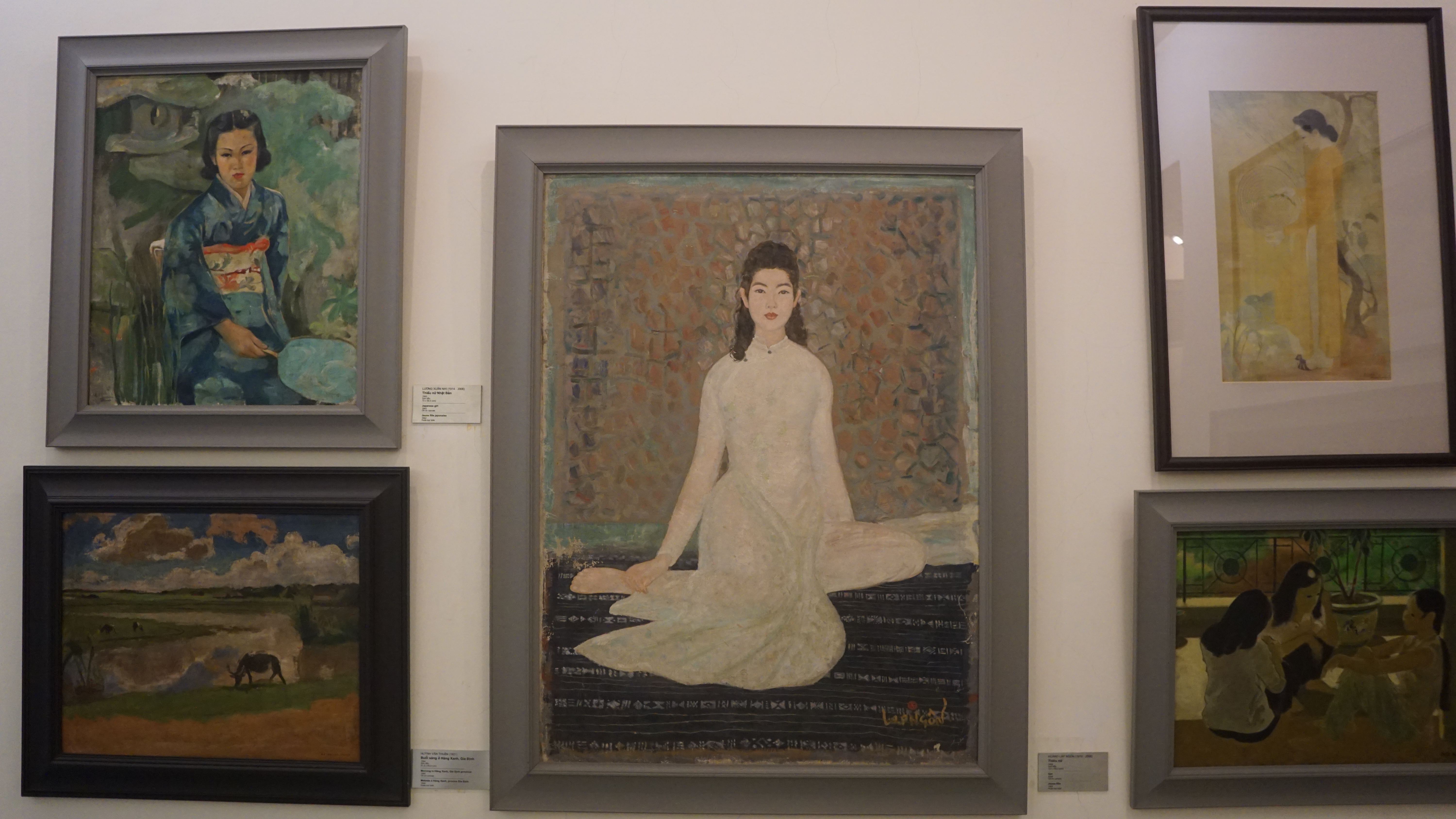
Зала живопису
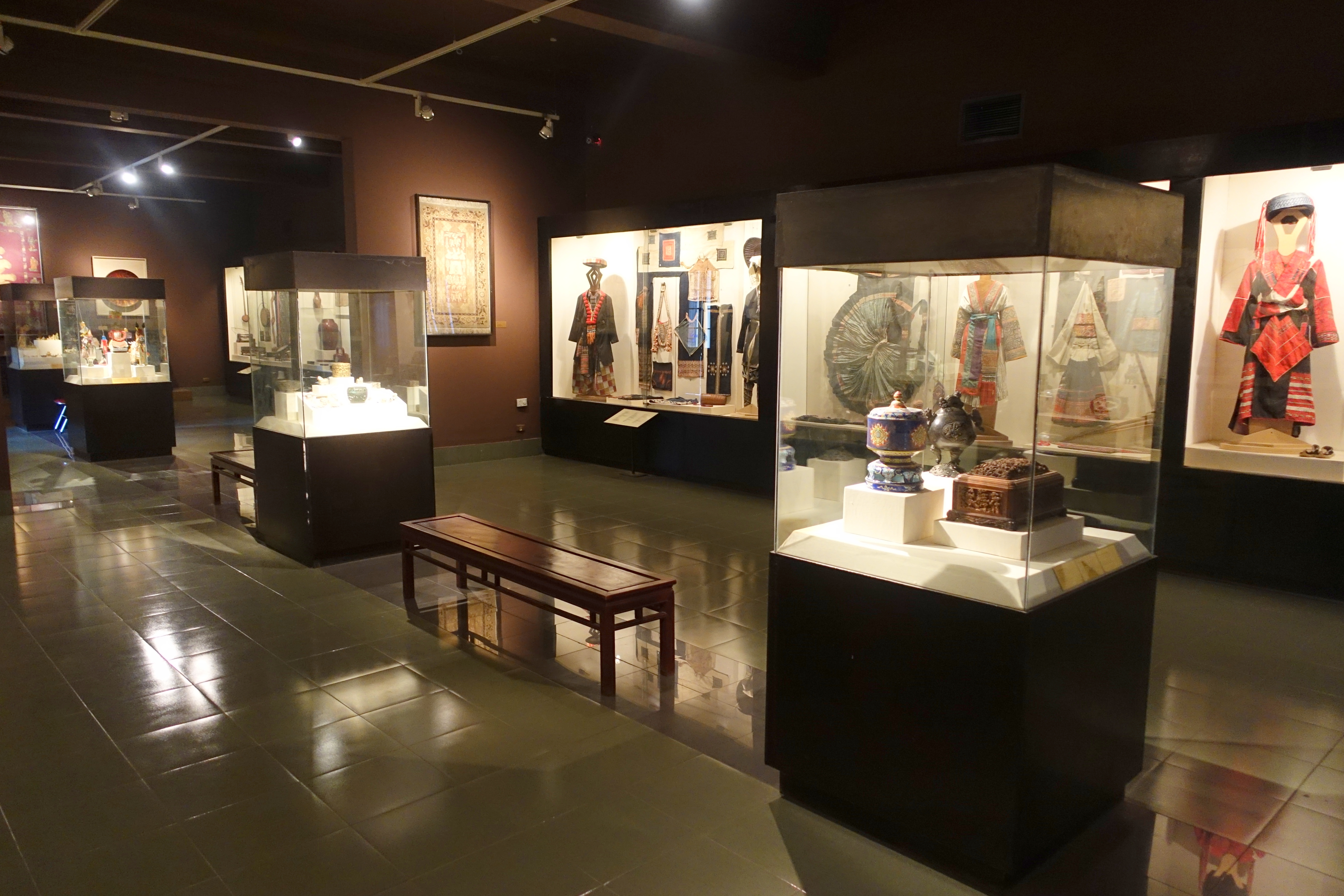
Виставкова зала одягу і предметів побуту
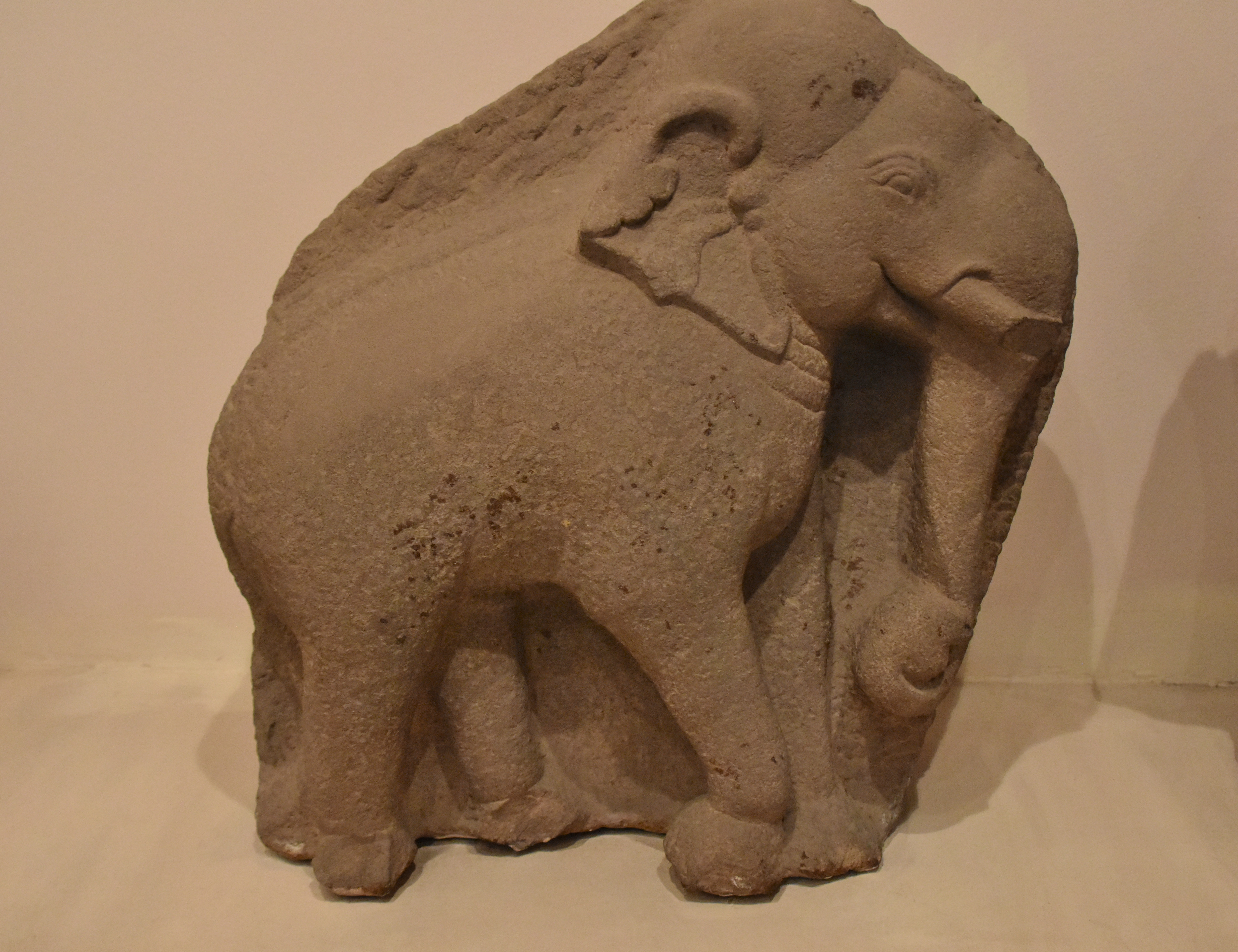
«Слон», епоха Чампи, VII-VIII ст.
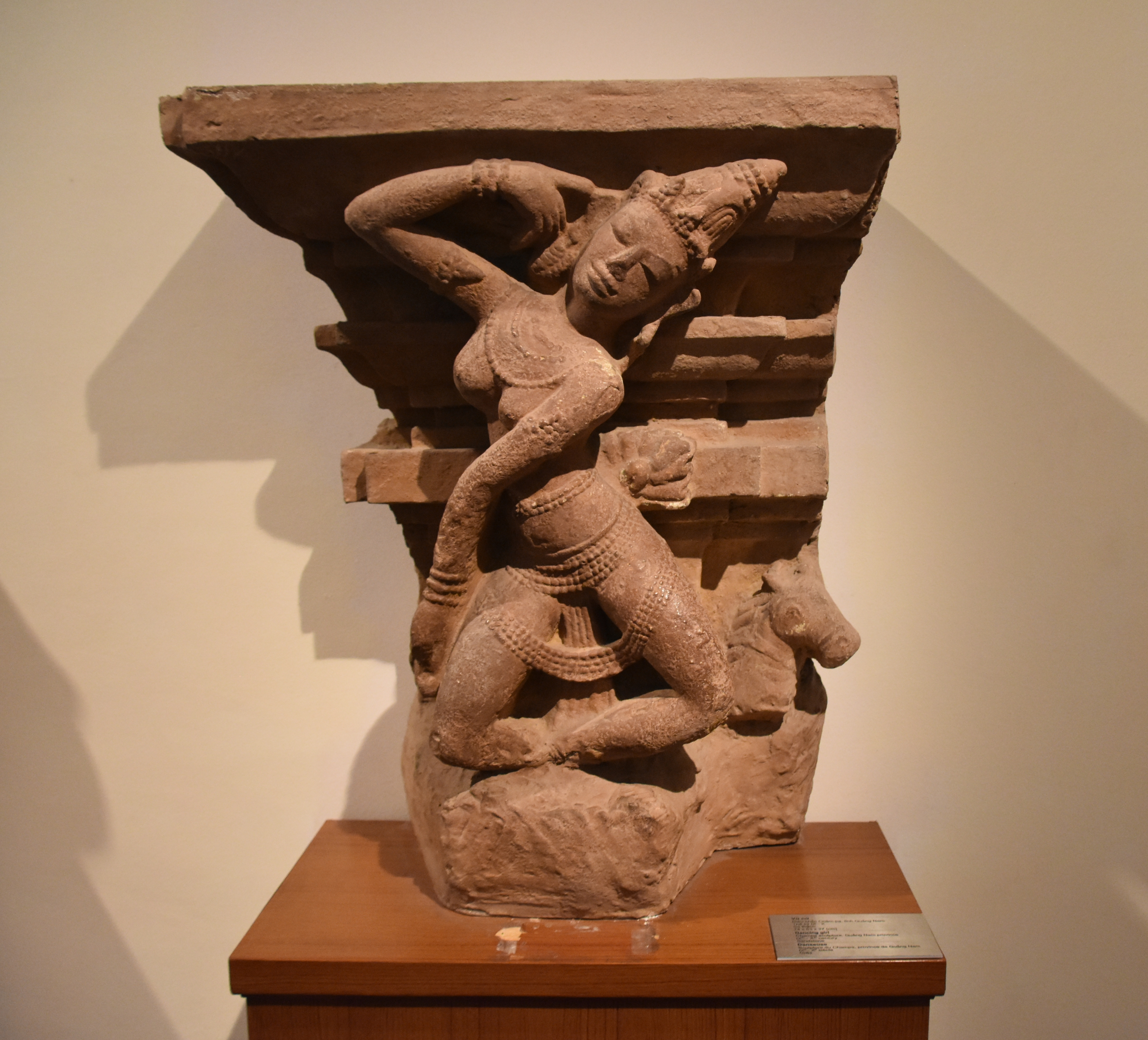
«Танцююча дівчина», епоха Тямпи, IX-X ст.
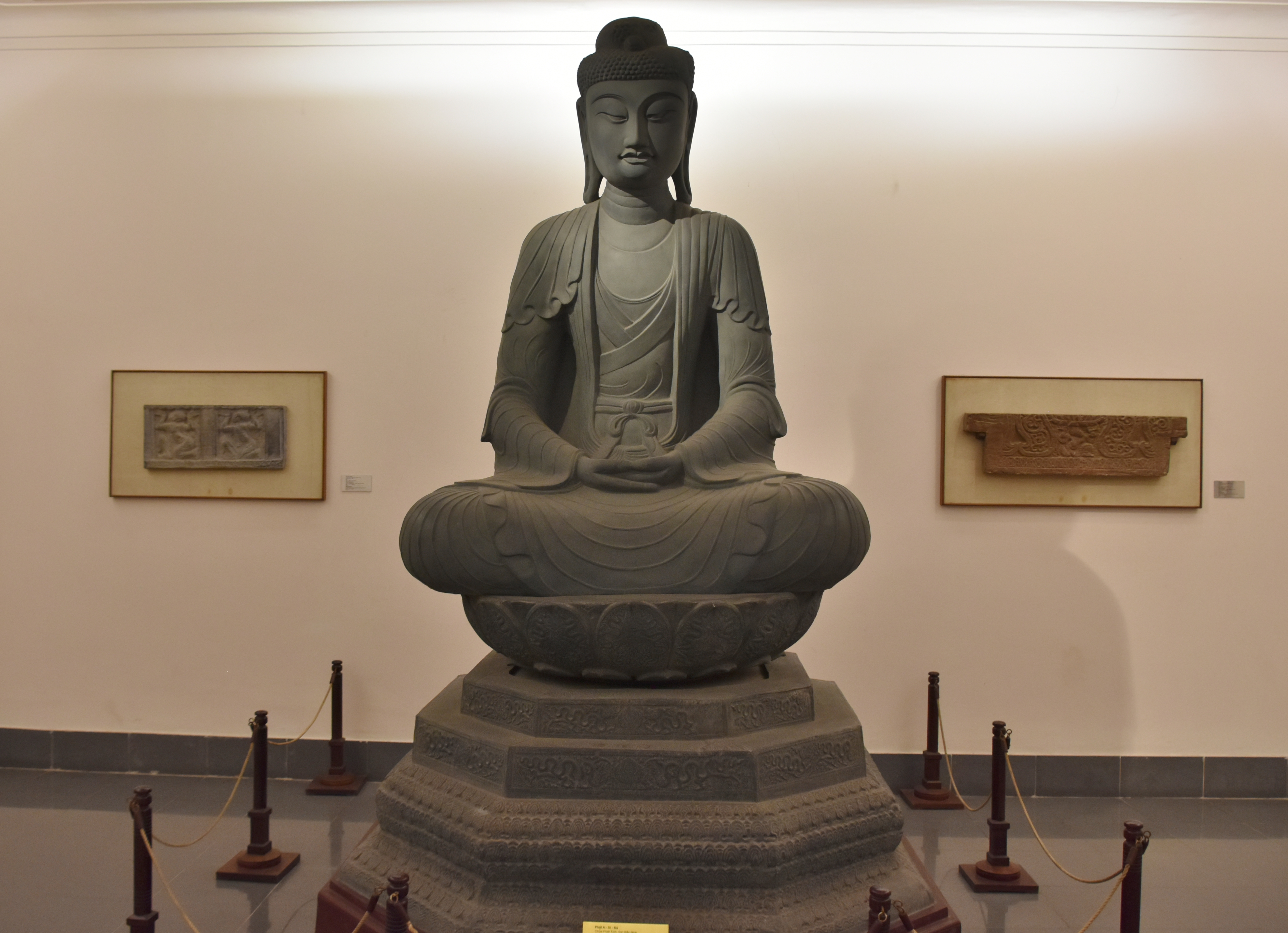
Амітабга, 1057
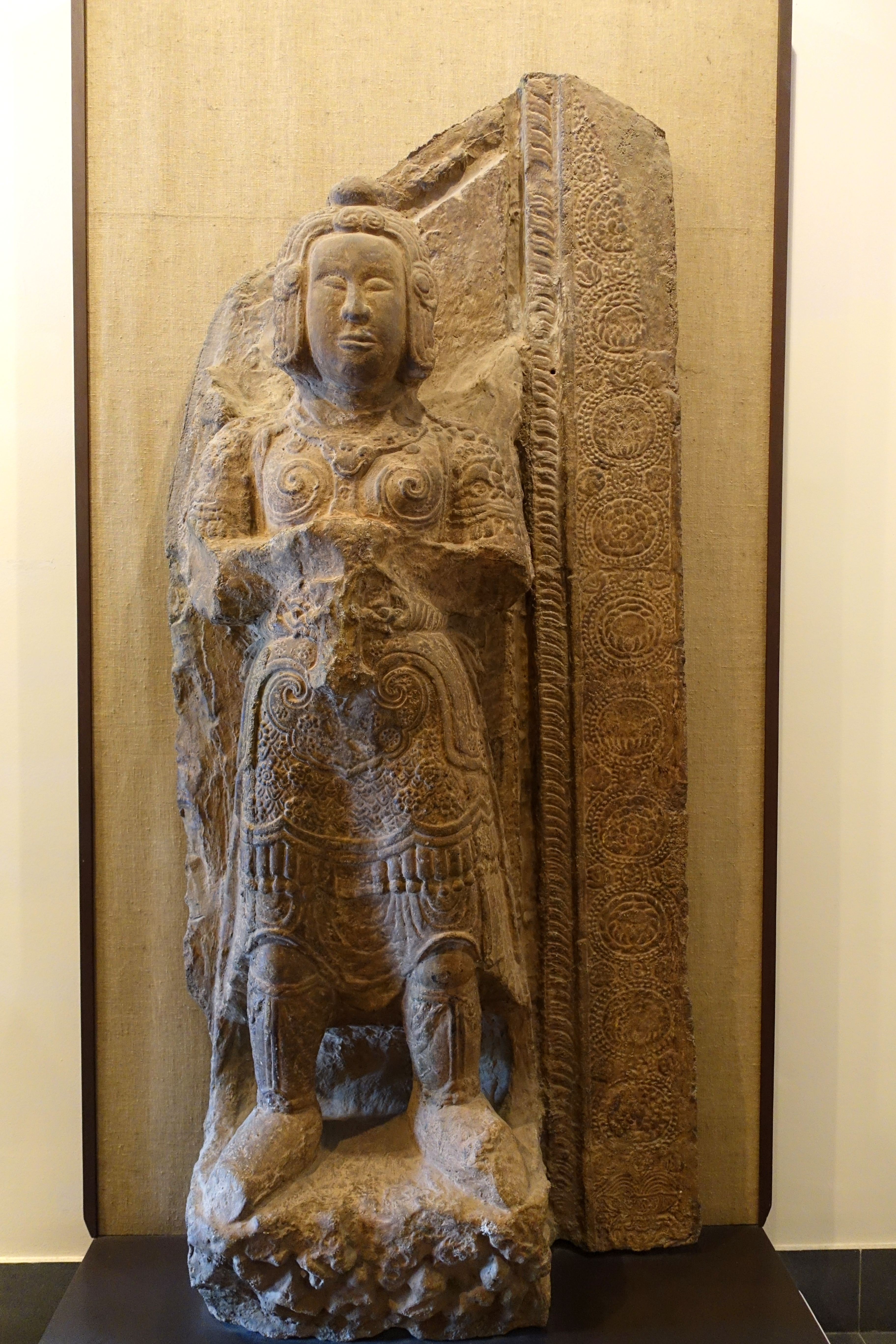
Ваджрапані, 1118-1121
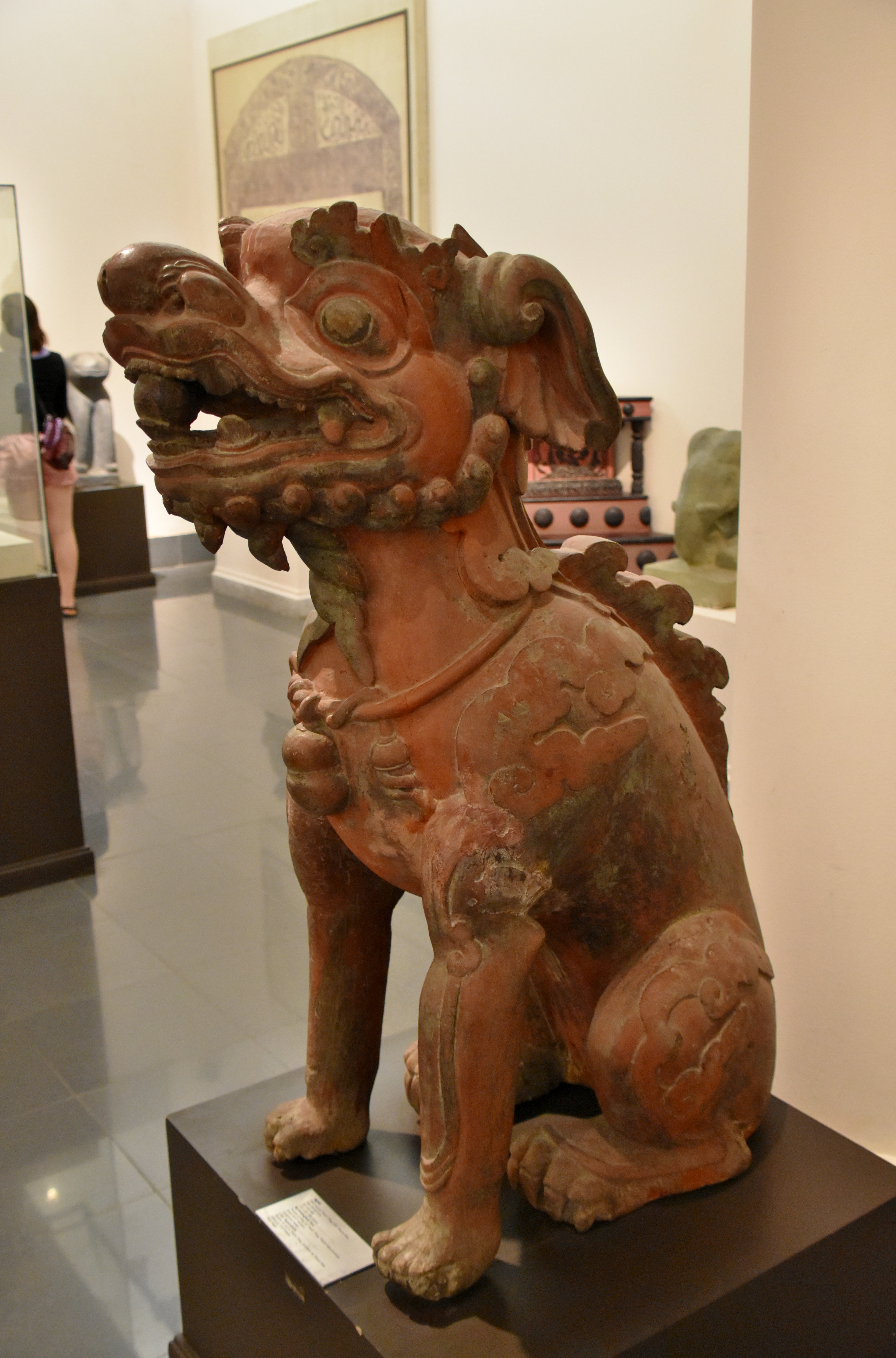
Міфологічний лев, початок XVII століття
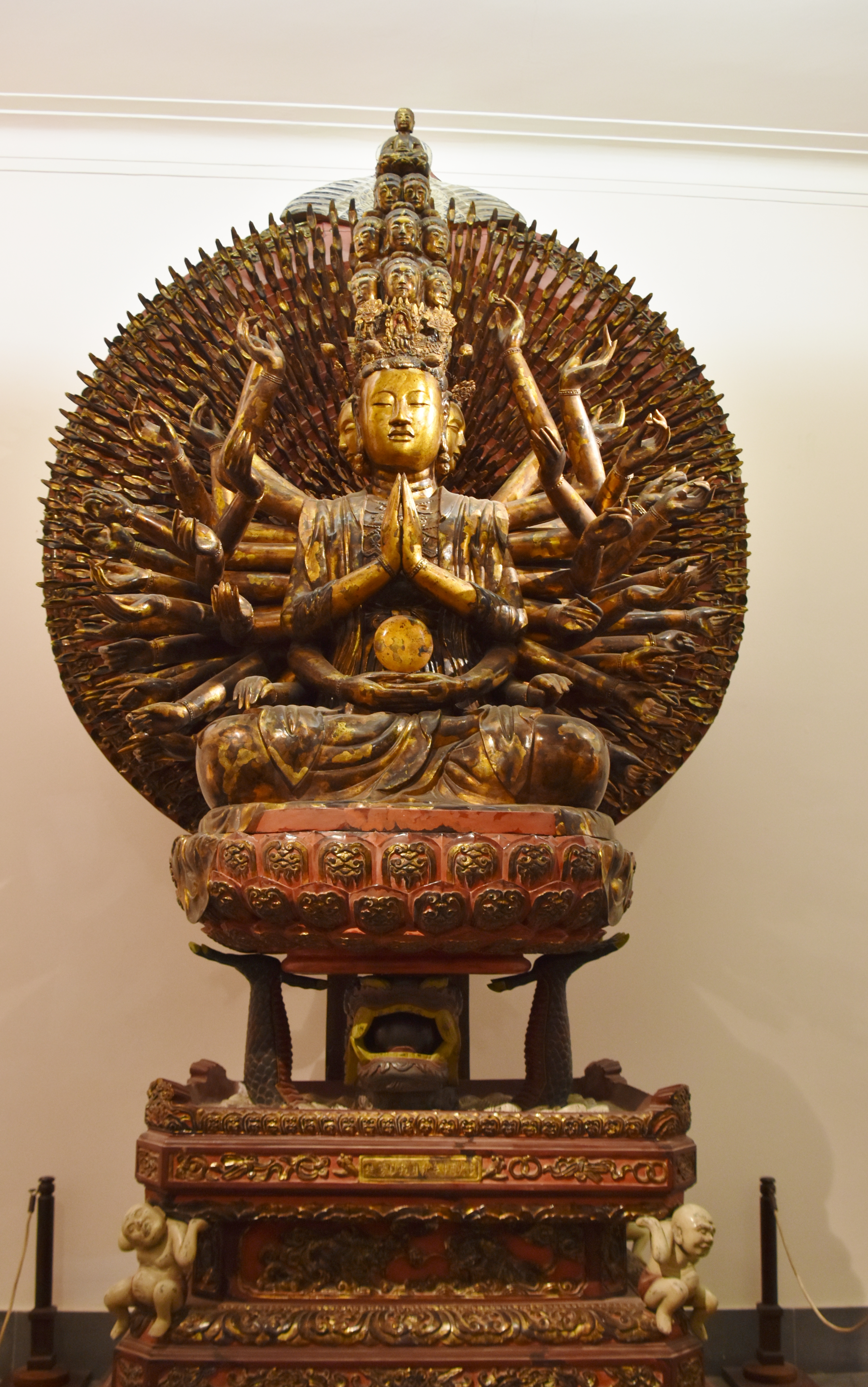
Авалокітешвара, 1656
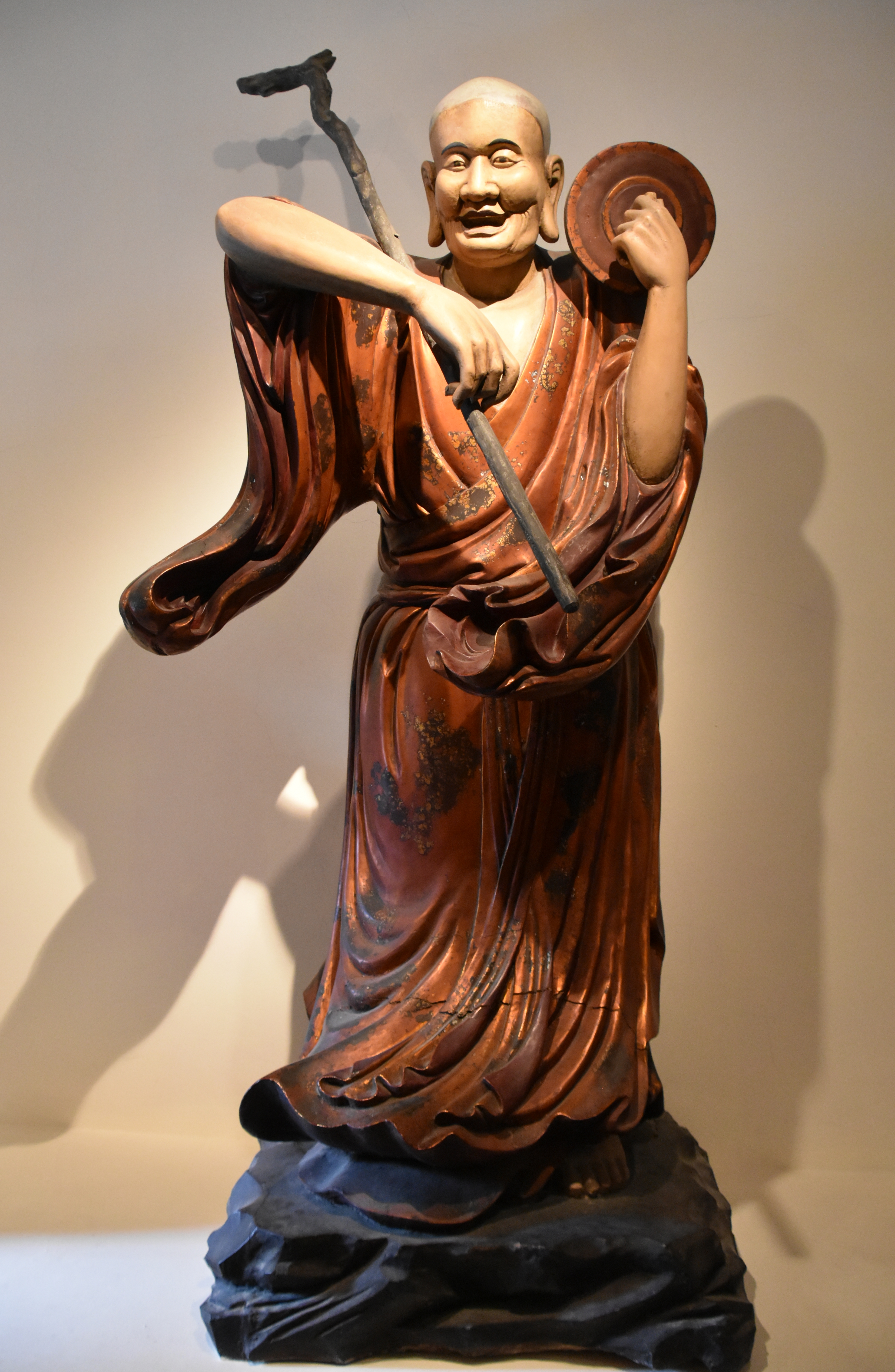
«Буддистський патріарх», 1794